# Équipe d'Uruguay de rink hockey
L'équipe d'Uruguay de rink hockey est la sélection nationale qui représente l'Uruguay en rink hockey.

## Sélection actuelle
| # | Joueur | Poste |
|   |        |       |
|   |        |       |
|   |        |       |
|   |        |       |
|   |        |       |
|   |        |       |
|   |        |       |
|   |        |       |
|   |        |       |
|   |        |       |